# Hanns Ostermann
Hanns Ostermann (* 1953) ist ein deutscher Journalist, Hörfunkmoderator und Sportreporter.

## Leben
Nach dem Abitur studierte der Sohn eines evangelischen Pfarrers Sportwissenschaft, Germanistik und Publizistik an der Freien Universität Berlin.  Nach einem Praktikum bei Radio Bremen arbeitete er zunächst frei für den Lokalfunk des SFB und den Sport des RIAS, wo er als Reporter unter anderem für die Bundesligaspiele von Hertha BSC zuständig war. Als Hockey-Reporter berichtete er von den Olympischen Spielen in Sydney. Zwischen 1988 und 2018 war er festangestellter Redakteur und Moderator beim RIAS, der nach der Deutschen Einheit zu Deutschlandradio Kultur wurde. Seine journalistischen Schwerpunkte waren die Moderation aktueller politischer Sendungen und das Sportfeature „Nachspiel“, das Hintergründe des Sports beleuchtet.
Ehrenamtlich engagiert er sich seit 1990 im Arbeitskreis „Kirche und Sport“ und moderierte dort bis 2015 Veranstaltungen innerhalb des Deutschen Evangelischen Kirchentages.
Zwischen 2006 und 2022 ist er Vorsitzender des Verbandes der Sportjournalisten Berlin-Brandenburg, seit 2022 Ehrenvorsitzender. Von 2012 bis 2016 war er Dozent an der Deutschen Journalistenschule in München.
Für seine Beiträge wurde er mehrfach vom Verband Deutscher Sportjournalisten (VDS) mit dem „Herbert-Zimmermann-Preis“ ausgezeichnet. 2004 erhielt er den Radio-Journal-Rundfunkpreis. 2022 bekam er die Ehrenplakette des Senats von Berlin für seine langjährigen Verdienste um die Entwicklung des Sports in Berlin.